# Gabriele Rothemann
Gabriele Rothemann (* 1960 in Offenbach am Main) ist eine deutsche Künstlerin und Hochschullehrerin. Sie begründete 2001 den ersten Lehrstuhl für Fotografie an einer österreichischen Kunstuniversität. Ihr vielgestaltiges Œuvre ist konzeptuell geprägt und von hoher poetischer Ausstrahlungskraft. Wirkmächtige Bildfindungen, die aus Bildarchiven schöpfen und auf vielen sensorischen Ebenen ansprechen, sind ein wesentliches Charakteristikum. Neben fotografischen und filmischen Arbeiten umfasst ihr Werk verschiedene grafische und malerische Ausdrucksformen sowie Installationen in Innen- und Außenräumen. Gabriele Rothemann lebt, arbeitet und lehrt seit 2001 in Wien. Sie ist Mitglied im Internationalen Künstler Gremium.

## Biografie
Gabriele Rothemann begann ihre künstlerische Laufbahn 1981. Mit dem Studium der Fotografie an der Kunsthochschule Kassel entschied sie sich für eine vergleichsweise junge Disziplin. Erst im Zuge der 70er Jahre hatte (analoge) Fotografie als künstlerisches Medium und Werkstoff Geltung gewonnen. Neben der handwerklichen Lehre blieben Ausbildungsinstitutionen jedoch noch lange auf Fotodesign und Gewerbe ausgerichtet. Fotografie als eigenes Studienfach wurde zu Beginn der 80er Jahre in Westdeutschland nur an wenigen Kunsthochschulen angeboten. In Kassel orientierte sich der Lehrplan an Inhalten visueller Kommunikation. Die bestimmende Gestalt dieser Jahre war Floris Michael Neusüss, der gänzlich neue Wege im Bereich experimenteller Fotografie beschritt.
1985 wechselte Gabriele Rothemann von Kassel an die Kunstakademie Düsseldorf in die Klasse für Malerei von Fritz Schwegler. 1987 wurde sie seine Meisterschülerin. Im folgenden Jahr (1988/1989) erhielt sie ein Jahresstipendium des DAAD an das angesehene California Institute of the Arts in Los Angeles. Die Begegnungen mit den Konzeptkünstlern John Baldessari und Michael Asher sollten ihre weitere Entwicklung nachhaltig prägen. Zahlreiche Preise und Stipendien folgten, u. a. ein Aufenthalt an der Deutschen Akademie Villa Massimo in Rom (1996/97). Gleichzeitig übernahm Gabriele Rothemann eine Gastprofessur an der Schule für Gestaltung Zürich (1992–1994). Weitere Lehraufträge an der Universität Mainz im Fachbereich Freie Kunst / Klasse Fotografie (1994–1995) schlossen sich an. Ebenfalls im Bereich Freie Kunst war sie ab 1997 als künstlerische Mitarbeiterin an der Bauhaus-Universität Weimar tätig. 1999 bot sich ihr die Gelegenheit zu einer Austauschdozentur am Kent Institute of Art & Design in Canterbury, England.
2001 wurde Gabriele Rothemann an die Universität für angewandte Kunst Wien berufen, um dort eine neue Klasse Fotografie im Bereich Bildende Kunst aufzubauen. Mit ihrer Bestellung wurde Fotografie erstmals als ordentliches Studium an einer österreichischen Kunstuniversität etabliert.
In den Folgejahren wurde die Künstlerin wiederholt zu internationalen Gastprofessuren eingeladen. So unterrichtete sie an der Accademia di Belle Arti di Firenze (2008), an der Accademia di Belle Arti di Venezia (2013) und an der Iceland Academy of the Arts in Reykjavik (2019).

## Zitate
Du bist eine kluge Verfremderin und so lakonisch, dass Deine Zeichnungen zu Zeichen gerinnen. Womit wir fast schon bei Schrift wären. (Ilma Rakusa, 1997)
Ein vielschichtiger Bildfindungsprozess führt bei den Arbeiten Gabriele Rothemanns … zu der ihr ganz eigenen fotografischen Bildsprache und Symbolwelt. Unterschiedliche Sinnbilder wie Tierfatschen, Röntgen- oder Archivaufnahmen helfen der in Wien lebenden Künstlerin und Fotografin, sich ihr wichtigen Fragestellungen anzunähern und dabei kollektive Erinnerungen zu verdichten. (Sebastian Schütze, 2017)

## Werk und Werkprozess

### Bildarchive als Inspirationsquelle
Das Werk Gabriele Rothemanns beruht auf eingehender visueller Recherche. Die Künstlerin richtet ihren Blick in gleicher Weise auf das Vorfindliche in der Welt, wie auf Bilder, die von dieser gemacht wurden.
Zentraler Ausgangspunkt ihres Schaffens ist ein umfangreiches Bildarchiv. Gabriele Rothemann hat es bereits zu Studienzeiten (1984) angelegt und fortwährend gepflegt. In erster Linie enthält es S/W-Abbildungen. Teils liegen diese als Diapositive vor, wie jene Aufnahmen, die die Künstlerin in der Bibliothek der CalArts-Library aus dem bekannten amerikanischen Magazin LIFE abfotografierte und sich dabei auf die Jahrgänge 1936–1945 konzentrierte. Die Reportagen dieser Zeitspanne enthielten u. a. auch kritische Sichtweisen auf das faschistische Regime in Deutschland, die dort aus erklärlichen Gründen nie zu sehen gewesen waren. Anderes Bildmaterial schnitt sie aus verschiedenen internationalen Printmedien aus und zog es auf Karteikarten auf. Neben den Pressefotos aus Politik, Wissenschaft und Forschung zählen zu ihrem Sammlungsgut auch (Kunst-)Postkarten wie eigene Bleistiftskizzen, motivische Aquarell-Notate oder schriftliche Bemerkungen zu möglichen Projekten. Motivgeleitet, etwa im Zusammenhang mit Luftbildaufnahmen, konsultierte Gabriele Rothemann gelegentlich auch andere Bildarchive.
Ihr eigenes Bildarchiv ist weder medial festgelegt, noch durch ein Inventar erschlossen. Lebensbegleitend und dynamisch gewachsen, dient der ungeordnete Bildervorrat vielmehr als Spiegel der Welt, Erinnerungsort und wichtige Inspirationsquelle. Unter formalen, kulturgeschichtlichen wie zeitdiagnostischen Gesichtspunkten erkundet die Künstlerin an diesem Fundus sich wiederholende formale Schemen, Kompositionsstrategien, als auch Motive und Gesten, die sich als Archetypen des kollektiven Gedächtnisses herauskristallisiert haben. Im Zuge von Prozessen der Aneignung und Transformation findet sie dabei zu einer ganz eigenen, neuen Bildsprache.
Die Kunst- und Kulturwissenschaftlerin Hanne Loreck bezeichnet das Bildarchiv Gabriele Rothemanns als materialisierte Wahrnehmung und Blickablagerung.

### Weisen fotografischer Bilderzeugung
Die voraussetzungsreiche und forschungsintensive Herangehensweise Gabriele Rothemanns gründet wesentlich in der Verinnerlichung medialer Bedingtheiten der Fotografie. Neben den gründlichen Recherchen in Bildarchiven greift sie auf analoge wie digitale Technologien zurück. In den folgenden Punkten beruht ihr konzeptioneller Ansatz auf Verfahrensweisen, die sich aus der Praxis mit dem (analogen) fotochemischen Verfahren der Schwarzweißfotografie entwickelt haben:
- Dem risikobehafteten, nicht wiederholbaren Akt einer glückenden Aufnahme wird größte Aufmerksamkeit geschenkt und Experimentierfreude entgegengebracht. Es gilt, sich der individuellen Situation immer wieder neu zu stellen und sie genauestens vorzubereiten, sei es im Studio oder im Freien. Auch kann diese Phase aufwendige Inszenierungen miteinschließen.[21] In manchen Fällen entwickelt und überprüft die Künstlerin zuvor in Aquarellzeichnungen Prägnanz, Nachhaltigkeit und mögliche metaphorische Resonanz der geplanten Motive.[22][23][24]
- Für die Aufnahmen selbst verwendet sie meist eine Plattenkamera. Um bestmögliche Bildauflösung und Schärfe zu erreichen, arbeitet sie bevorzugt mit großformatigen Negativen.
- Besondere Sorgfalt gilt nachbereitenden Präzisionsarbeiten, die vielfach in der Dunkelkammer ausgeführt werden. Sie umfassen sowohl feinsinnige Freistellungen mit dem Farmerschen Abschwächer, als auch das Arbeiten mit abdeckenden Filmmasken und Doppelbelichtungen. Mitunter arbeitet Gabriele Rothemann mit Montagen, wie etwa in Omen, einer Collage aus Motiven, die einerseits analog, andererseits digital hergestellt wurden.[25]
- Im Gegensatz zu digitalen Bildkulturen, die auf Daten basieren, aber nicht an die physische Manifestation eines Trägermediums gebunden sind, experimentiert die Künstlerin gezielt mit haptischen und narrativen Qualitäten unterschiedlichster Träger-Materialen. Dass diese der organischen Welt entnommen sein können, ist besonders innovativ. Über die sinnlich erfahrbare Stofflichkeit des tragenden Bildkörpers erreicht Gabriele Rothemann ihre unverwechselbare subtile Prägnanz.[26] Sie wird eingesetzt, um die Symbolkraft der gewählten Motive zu steigern. So trug die Künstlerin 2023 Fotoemulsion auf Federn weißer Tauben auf und belichtete sie mit der pazifistischen Parole von Kriegsdienstverweigerern im Ersten Weltkrieg: We Will Not Fight.[26]

### Themenkreise
Bekannt wurde die Künstlerin mit Werkgruppen, die ab 1985 entstanden und Aufnahmen von heimischen Wildtieren zeigen, wie Hirsche, Hasen, Vögel oder auch Schlangen. Es handelt sich dabei um großformatige fotografische Arbeiten, die Gabriele Rothemann später auch in anderen Zusammenhängen, etwa auf Altären in verschiedenen Wiener Kirchen, verwendete. Nach ihren Entwürfen wurde darüber hinaus das Motiv des von Caravaggios Medusenhaupt inspirierten Schlangen-Dekors auf der bekannten Teeservice-Serie Ena (1930) von der Porzellanmanufaktur Augarten umgesetzt.
In der Entwicklung ihres weiteren Werkes bildete sich das Sujet der Tiere zu einem zentralen Themenkreis heraus, auf den Gabriele Rothemann unter verschiedensten Facetten immer wieder zurückkommt. Menschen hingegen finden sich nur selten als eigenes Motiv im Werk der Künstlerin. Als Bildthema werden sie jedoch indirekt, in Form ihrer Zivilisationsspuren gewürdigt.
Angeregt zu der Serie der Toten Tiere (1985–1992) wurde die Künstlerin paradoxerweise von Beauties of the Common Tool (1955), einer weniger bekannten Auftragsarbeit Walker Evans. Die Suggestivität, mit der gewöhnliche Werkzeuge trotz des Dokumentarcharakters der S/W-Aufnahmen zu ihrer Handhabung einladen, faszinierten sie. Gabriele Rothemann nahm diese Beobachtungen als Herausforderung an, dem Theorem Roland Barthes zu widersprechen, Fotografien würden ihren Gegenstand mortifizieren. Im Gegenteil: Freigestellt und einer eigenen, geheimnisvollen Lebendigkeit überlassen, inszeniert Gabriele Rothemann die meist in ursprünglicher Natur aufgenommenen Lebewesen auf räumlich unbestimmbaren lichten Gründen. Referenzen auf Ort, Zeit oder eine Erzählung, schließlich auch auf das Gemacht-Sein des Bildes bleiben ausgeblendet.
Und auch wenn Gabriele Rothemann Tiere fotografiert, die ihr Leben gerade verloren haben, zeigt sie diese zwar verletzlich, selten aber verletzt oder als Opfer, sondern als ebenbürtiges Gegenüber, in der Würde einer unversehrten ganzen (motivischen) Gestalt. Geradezu wissenschaftlich mutet dabei die nahsichtige Detailgenauigkeit an, mit der Epidermis und Fell wiedergegeben sind. Trotz realer Unnahbarkeit scheint das Tier greif- und fühlbar. Über das Auge werden Imaginationen taktiler Wahrnehmungen wachgerufen und lösen emotionale Berührung aus, die der tatsächlichen fotografischen Stillstellung entgegenwirken.
Verschiedentlich haben Kunsthistorikerinnen und Kunsthistoriker dazu Stellung bezogen und eine Bestimmung versucht: Hans Günther Golinski fühlt sich an emblematische Schaubilder der Barockzeit erinnert, bemerkt jedoch das Fehlen eines begrifflichen Verweises in Form eines Lemmas. Verena Krieger hingegen assoziiert mit der Zeit- und Ortlosigkeit dieser Tierbilder die Ikonen des orthodoxen Christentums. In diesen, so Verena Krieger, scheinen die dargestellten Figuren vor dem Goldgrund zu schweben. Bar der Bezüge auf eine irdische Umgebung verwiesen sie auf eine andere metaphysische Welt, in der sie ein ewiges Weiterleben haben.
Besonders gesteigert wird dieser Appell an die Sinne in der zweiteiligen Arbeit Doppelhirsch (1997), für die die Künstlerin lebendes Wild in natürlicher Umgebung fotografierte. Dies liegt an verschiedenen Strategien:
- Zum einen orientierte sich Gabriele Rothemann an dem Prinzip der von Eadweard Muybridge etablierten Chronofotografie. Phasen eines Bewegungsablaufes werden dabei in die Sequenz einzelner Folgebilder aufgliedert. In diesem Sinne ergeben die hintereinander gereihten Aufnahmen des Hirschen ein konsequentes, wie typisches Gangbild. Das schwere Geweih nach oben schwenkend, scheint das große Tier an dem Betrachter vorbeizuziehen, nicht ohne ihn zu registrieren.
- Zum anderen bestimmte die Auseinandersetzung mit einer Fotografie aus ihrem Bildarchiv den Verlauf der weiteren Bildbearbeitung. Es handelt sich dabei um eine 1939 im Magazin LIFE erschienene Dokumentationsaufnahme. Auf dieser waren Gefangene eines englischen Internierungslagers zu sehen. Kreise auf der Rückseite ihrer Mäntel fungierten als Zielscheibe für den Fall einer Flucht. In ähnlicher Weise fügte Gabriele Rothemann dem im Profil wiedergegebenen Wild in der Herzgegend einen runden Bildausschnitt ein.[39] Bei genauerem Hinsehen lässt sich dieses als ein Stück Malerleinwand identifizieren. Die Künstlerin hatte es abfotografiert und über zweifaches Belichten des Fotopapiers mit Hilfe von Strichfilmmasken dem Tierkörper in das Fell in penibler Kleinarbeit eingefügt.[40] Ambivalent sind die Assoziationen, die sich einstellen: Sie reichen von Gedanken an Zielscheiben über die selbst-referentielle Konnotation einer leeren Leinwand als Projektionsfläche künstlerischer Ideen bis zur Erinnerung an naturkundliche mikroskopische Nahaufnahmen. Nach Verena Krieger verkörpern die streng horizontal und vertikalen Fadenrichtungen des gewebten Stoffes den von der menschlichen Ratio bestimmten Blick auf das Tier.[41] Der Kontrast zwischen der Kulturtechnik des Webens, die auf Fadenkreuzungen beruht, zu der bewegten Oberflächenlandschaft des borstigen Fells mit unregelmäßigen Wirbeln und bewegungsbedingten Hautfalten könnte nicht größer sein. Einerseits reizt Gabriele Rothemann mit dieser Strategie die Stärke der Fotografie, Wirklichkeit abbilden zu können bis zum Äußersten und das heißt in aller Schärfe heraus, andererseits konterkariert sie deren Potential mit dem Spiel unterschiedlicher Realitätssphären. Nähe und Ausgesetzt-sein des gefährdeten Tieres werden über die gezielt evozierten Wahrnehmungskonflikte noch unmittelbarer erlebt.

Darüber hinaus wirkt die Spannung zwischen dem vom Blick eingefangenen, nahezu hyperrealistisch vor Augen geführten Tier und dem unbestimmbaren Umraum, wie auch schon in der Serie der Toten Tiere nachhaltig irritierend. Wiedererkennbarkeit, so beobachtet Hans Günter Golinski, führt hier nicht zur Identifikation der Darstellung. Die gleichnishaften Schaubilder entziehen sich vielmehr eindeutiger Wahrnehmung, Vertrautes entbirgt Fremdes. Gabriele Rothemanns dadaistisches Blickregime, das unverbundene Wirklichkeiten visuell zusammenführt und erst im zweiten Blick die Konstruiertheit der Bilder zu erkennen gibt, eröffnet neue Denkräume.
Auch in weiteren Arbeiten, in denen sie sich mit unterschiedlichsten Themen aus Natur, Kultur und Politik auseinandersetzt, überrascht die Künstlerin auf vergleichbare Art. Es ist dies die Strategie eines sprachlich schwer fassbaren visuellen Amalgams, das sich aus der Verbindung unkonventioneller, surrealer Perspektivwechsel ergibt, wie beispielsweise von nah und fern, von oben und unten, von innen und außen, von Makro- zur Mikrostruktur, und schließlich auch von Vergangenheit und Gegenwart: so wird in vielen Bildern, vor allem in den Schwarz-Weiß-Arbeiten, signalisiert, dass sich Leben nicht festhalten lässt, dass die Kamera nur festhalten kann, was im Moment des Festhaltens bereits vergangen ist, aber als solches umso intensiver wahrzunehmen und höher zu schätzen ist.

### Position zum Klimawandel
In einer ihrer komplexesten und zugleich ungewöhnlich kleinformatigen Arbeit, Miniaturen über das Verschwinden (2020) bezieht Gabriele Rothemann dabei Position zum Klimawandel: Den entscheidenden Impuls stiftete auch hier ihre enorme Sensibilität für materiale Qualitäten, für haptische Oberflächenwerte, deren Historizität und Semantik.
In diesem Fall war es das höchst seltene, kostbare Mammutbein, das ihr Interesse geweckt hatte. Dies nicht nur, weil es zu den ältesten Materialien zählt, die der Kunst- und Kulturgeschichte überhaupt bekannt ist. Auch die Tatsache, dass es im Zuge auftauender Permafrostböden gegenwärtig vermehrt zu Tage tritt, faszinierte sie und stärkte die Motivation, sich auf eine Gastprofessur an der Iceland Academy of the Arts in Reykjavik zu bewerben. Während dieses Aufenthaltes besuchte sie die Gletscherzunge Sólheimajökull im Süden Islands. Es handelt sich dabei um einen äußerst kargen Landstrich, der von Lava und Eis geprägt ist. Im Bewusstsein der Gefahren zunehmender Erderwärmung, richtete die Künstlerin ihr Kamera-Auge auf schwimmendes Treibeis, den beunruhigenden Boten jener unabwendbaren Gletscherschmelze, die das Mammutbein freigibt: In dem organischen Material erkannte sie Signatur, Seismograph und Metapher des Klimawandels zugleich.
Gabriele Rothemann bestrich die spröde Knochensubstanz mit lichtempfindlicher Emulsion. Den zu Platten verarbeiteten Trägerkörper belichtete sie mit ihren Aufnahmen. In stimmigem Kontext war das miniaturhafte Werk erstmalig 2020 in der Wiener Ausstellung Nach uns die Sintflut zu sehen. In einer Vitrine geschützt und von unten erleuchtet, ließ das organische Material im Verbund mit den zarten Treibeisaufnahmen die Gefährdungen des Anthropozäns besonders sinnenstark anschaulich werden. Über das Material stimuliert, gewinnt Vergangenheit in dieser poetischen Arbeit Gabriele Rothemanns eine mahnende politische Gegenwärtigkeit. Und mehr noch: Die mit diesem Werk aufgespannten Dimensionen der Geschichte lösen sich von der Perspektivierung auf den nur für sich handelnden „getriebenen Menschen“ (Gabriele Rothemann). Sie schließen Natur- und Erdgeschichte in seinen Verantwortungsbereich mit ein.
Einen Überblick zu Werk und Ausstellungstätigkeiten Gabriele Rothemanns liefern u. a. zwei umfangreiche Publikationen, die 2002 und 2024 erschienen. Darin enthalten sind auch ihrem Werk gewidmete literarische Texte der bekannten deutschsprachigen Gegenwartsautorinnen Ilma Rakusa und Monika Rink.

## Ausstellungen
(E) Einzelausstellung
- 1985: Gesamthochschule Kassel, HBK (E)
- 1987: Können Bilder denken?, Kunstverein Lingen
- 1987: Klasse Schwegler, Kunstverein Paderborn
- 1987: Galerie Wittenbrink, München
- 1989: Cirrus Gallery, Los Angeles 1990
- 1990: Blind Love, Krygier-Landau Gallery, Santa Monica, L.A.
- 1990: Förderpreis der Landeshauptstadt Düsseldorf, Kunstmuseum Düsseldorf, Forum Bilker Straße (E)
- 1991: Renta-Preis, Kunsthalle Nürnberg
- 1992: Gabriele Rothemann, Galerie Schmela, Düsseldorf (E)
- 1992: Peter Mertes Stipendium 1992, Bonner Kunstverein
- 1993: Photoarbeiten und Zeichnungen, Galerie Wittenbrink, München (E)
- 1993: Transfer Brüssel-Düsseldorf, Goethe-Institut, Brüssel
- 1993: Transfer, Sint Petersabdij, Gent
- 1994: Transfer, Kunsthalle Recklinghausen
- 1994: Transfer, Musée des Beaux Arts, Charleroi
- 1994: La vache qui rit, Kunstverein Fellbach
- 1994: Natur im Stilleben – natura morta?, Museum Bochum
- 1995: Fotografie als Bild, Kunstverein Braunschweig
- 1995: Kunst in Deutschland, Kunst- und Ausstellungshalle der Bundesrepublik Deutschland, Bonn
- 1995: Zwei und Zwanzig, Peter Mertes Stipendium 1985–1995, Bonner Kunstverein
- 1997: Fotografia e Disegno Villa Massimo, Rom (E)
- 1997: Fotografie als Geste, Staatliches Museum Schwerin
- 1998: Gabriele Rothemann. Fotografie, Kunsthalle Bremerhaven (E)
- 1998: Nach Rom. Stipendiaten der Villa Massimo, Kunstverein Freunde aktueller Kunst, Zwickau
- 1999: Über Ordnung und Unordnung, Galerie Ute Parduhn, Düsseldorf (E)
- 2000: Galerie Schlick, Düsseldorf
- 2001: Haar, Phyletisches Museum, Jena
- 2001: Und keiner hinkt, Museum Kurhaus Kleve und Kunsthalle Düsseldorf
- 2001: Urban Views, Galerie Ute Parduhn, Düsseldorf
- 2002: It seems to be quiet, Universität für angewandte Kunst Wien, Ausstellungszentrum Heiligenkreuzer Hof (E)
- 2002: Es ist still draußen, Museum Bochum (E)
- 2003: Es ist still draußen, Landesgalerie am Oberösterreichischen Landesmuseum Linz (E)
- 2003: Ordine inquieto, Casina Pompeiana, Comune di Napoli, Neapel (E)
- 2004: Die menschliche Stimme und die bildende Kunst, Stimmenbilder, kunsthaus muerz
- 2005: Kleiderportraits – Schnitt und Schnitte, K&K. Zentrum für Kunst und Mode, Weimar (E)
- 2005: Gabriele Rothemann – Prinzgau/Podgorschek, Galerie Ute Parduhn, Düsseldorf
- 2005: Zeichnungen, Kunsthandel Cajetan Gril, Wien (E)
- 2005: Kleiderporträts – Schnitt und Schnitte; K&K. Zentrum für Kunst und Mode, Weimar (E)
- 2006: Palais Liechtenstein
- 2006: Kunsthandel Cajetan Gril, Wien
- 2007: Melancholie als Lebenselexier, Schloß Aichberg
- 2007: Lange nicht gesehen, Museum auf Abruf, Wien
- 2007: Vogelfrei, MuseumsQuartier Wien
- 2009: Manfred Erjautz, Bernhard Fuchs, Gabriele Rothemann, Imogen Stidworthy, Zacherlfabrik Wien
- 2009: 1989-2009: Europa – 20 Jahre danach, Moya, Wien
- 2010: Fatsche I (Hase), Installation in der Jesuitenkirche Wien:
- 2010: Im Wort Stehen – Im Bild, Galerie Bernau, Bernau bei Berlin
- 2011: Reverse Glass Photography, Galerie Ute Parduhn, Düsseldorf (E)
- 2011: Der weibliche Blick, Fotoraum, Wien
- 2012: Die Biographie der Bilder, Leipziger Baumwollspinnerei Halle 14, Leipzig
- 2012: Hab und Gut, Fotoraum Wien (E)
- 2012: Die 4 Musketiere, Galerie Konzett, Wien
- 2013: Artists in Multifunctions, Lalit Kala Akademie, Neu Delhi, Indien
- 2013: Hohe Dosis. Recherchen zum Fotografischen heute, Fotohof Salzburg
- 2014: Schlangenmosaik, Installation in der Konzilsgedächtniskirche Lainz bei Wien
- 2014: Schlangendekor Kaiserboa und Königspython, Teeservice, Porzellanmanufaktur Augarten, Wien
- 2015: Neue Enden, Kasseler Kunstverein in der Kunsthalle Fridericianum
- 2015: Duck and Cover, Galerie Raum mit Licht, Wien (E)
- 2015: All my Dreams, Galerie Ute Parduhn, Düsseldorf
- 2015: In Memoriam Fritz Schwegler, Galerie Ute Parduhn, Düsseldorf
- 2015: Mazzocchio vs. Mazzocchio mit Roman Pfeffer, Blickle Raum Spiegelgasse, Wien
- 2015: 5x10 Meter, Blickle Raum Spiegelgasse, Wien (E)
- 2016: Stoffe 1 mit Senta Connert, Blickle Raum Spiegelgasse, Wien
- 2016: Eau & Gaz mit Katharina Hohmann, Blickle Raum Spiegelgasse, Wien
- 2016: Ornament, Blickle Raum Spiegelgasse, Wien (E)
- 2016: Wahlverwandtschaften, kuratiert mit Sabine Folie, Blickle Raum Spiegelgasse, Wien
- 2016: Neue Enden II, Gerson Höger Galerie, Hamburg
- 2016: Die Spur des Realen, Atelier Schweizer, Wien
- 2017: Quire. Vierundzwanzig Vogelkäfige, MUSA Wien (E)
- 2017: Arbeiten aus den Jahren 1995-2017, Galerie Offizin S., Meran
- 2018: Eikon Award (45+), Künstlerhaus Wien
- 2018: Depot, Kunstlager hs art service austria, Wien (E)
- 2018: Zeige mir deine Wunde, Dom Museum Wien
- 2018: Singularitäten, raum für experimentelle bildthoerie, Wien (E)
- 2019: Freie Zimmer, Hugenottenhaus, Kassel
- 2019: Rituale II – Zeremonien, Fotogalerie Wien
- 2020: Wasserfall, Installation in der Jesuitenkirche Wien
- 2020: Gabriele Rothemann, Bildraum 01, Wien (E)
- 2020: Nach uns die Sintflut, Kunsthaus Wien
- 2020: La Cruna, Piazza Palazzo Baronale Torchiara Salerno (E)
- 2021: Doppelzimmer, Hugenottenhaus, Kassel
- 2022: Miniatures about Disappearance, 14. Bienal de La Habana, Cuba
- 2022: Vom Schmelzen und Schwinden, Kunstforum Schruns
- 2023: Betwixt you and me. Gabriele Rothemann – Michel Sauer, Galerie Rauminhalt, Wien
- 2024: Gabriele Rothemann, Jesuitenfoyer Wien (E)
- 2024: Gabriele Rothemann, Galerie Ute Parduhn, Düsseldorf (E)
- 2024: Looking elsewhere being there, Cermodern, Ankara
- 2025: 24 1/2, Abteilung Fotografie. Eine Ausstellung der Studierenden und Absolvent*Innen der Klasse Fotografie (Gabriele Rothemann), Wien

## Sammlungen
- Deutsche Bank
- Sammlung Johannes Wasmuth
- Dom Museum Wien, Otto Mauer Contemporary
- Museum Kunstpalast Düsseldorf, Sammlung Willi Kemp
- Museum Bochum
- Sammlung Bazon Brock
- Sammlung Bundesministerium des Inneren, Deutschland
- Sammlung der Stadt Wien (Musa)
- Sammlung des Bundes Österreich
- Sammlung Didier und Iserbyt, Brüssel
- Sammlung Happe-Fischer, Jena
- Sammlung Michael Willkomm, Bernkastel-Kues
- Sammlung SpallART, Salzburg
- Sammlung Ute Parduhn, Düsseldorf
- Sammlung Vielhaber, Köln
- Sammlung Wendland, Kassel
- Sammlung Wittenbrink, München
- Staatsgalerie Stuttgart

## Preise und Stipendien
- 1987: Kunstfonds Arbeitsstipendium
- 1988/1989: DAAD-Jahresstipendium USA, Los Angeles,  California Institute of the Arts (bei John Baldessari und Michael Asher)
- 1989: Förderpreis der Stadt Düsseldorf
- 1992: Peter Mertes Stipendium, Bonn
- 1992: Arbeitsstipendium „Transfer“
- 1996/1997: Rompreis Villa Massimo, Rom
- 2014: Preis der Stadt Wien für Bildende Kunst
- 2017: Eikon Award (45+)